# Astenus fageli luteomarginatus
Astenus fageli luteomarginatus é uma subespécie de insetos coleópteros polífagos pertencente à família Staphylinidae.
A autoridade científica da subespécie é Coiffait, tendo sido descrita no ano de 1969.
Trata-se de uma subespécie presente no território português.